# Greg Valentine

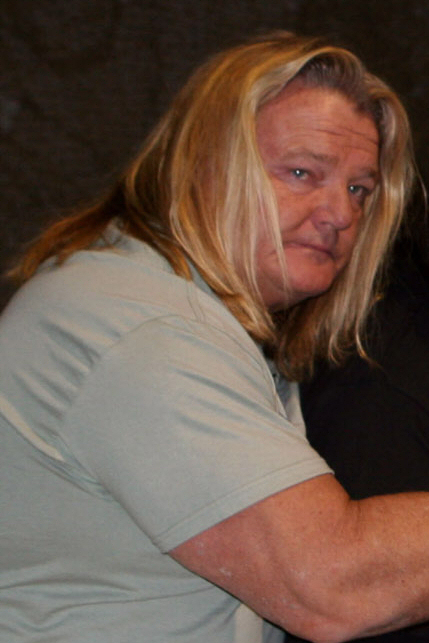
Greg Valentine conquistou por uma vez o WWF Championship

Jonathan Anthony Wisniski (Seattle, 20 de setembro de 1950) é um ex-lutador de wrestling profissional estadunidense, mais conhecido pelo seu ring name Greg "The Hammer" Valentine. Ele é filho do lutador Johnny Valentine.
Em sua longa carreira, Valentine acumula títulos em diversas promoções, como American Wrestling Association, Jim Crockett Promotions, National Wrestling Alliance e World Wrestling Federation. Lá, conquistou por uma vez o WWF Championship, por uma vez o WWF Tag Team Championship, além de ser introduzido no Hall da Fama em 2004. Greg também é conhecido como " Marreta Valentina ".

## No Wrestling
- Golpes Finalizadores
  - Figure four leglock
  - Guitar shot

- Assinaturas
  - Back elbow smash
  - Belly to back suplex
  - Bionic elbow
  - Knife-edged chop
  - Piledriver
  - Pointed elbow drop
  - Running elbow drop
  - Vertical suplex